# Dennis Scott
Dennis Scott (* 5. September 1968 in Hagerstown, Maryland) ist ein ehemaliger US-amerikanischer Basketballspieler, der von 1990 bis 2000 in der NBA aktiv war. Scott ist 2,03 Meter groß bei einem Gewicht von etwa 103 kg und spielte auf der Position des Shooting Guards oder des Small Forwards. Er war für seine Würfe jenseits der Dreipunktelinie bekannt.
Für seine Leistungen im ersten Profijahr wurde Scott 1991 ins NBA All-Rookie First Team berufen. Bis 1997 spielte er für die Orlando Magic, mit denen er 1995 das NBA-Finale erreichte. Anschließend folgten kurze Gastspiele bei den Phoenix Suns, Dallas Mavericks, Minnesota Timberwolves, New York Knicks und den Vancouver Grizzlies.